# 朝鮮半島
朝鮮半島（ちょうせんはんとう、朝: 조선반도）は、アジア大陸東部から南南東に突出した半島。大韓民国（韓国）においては、韓半島（ハンバンド、韓: 한반도）という。

## 定義
陸地の幅が最も狭くなるのは平壌のやや北の平安南道 - 咸鏡南道だが、とくに人文地理学で「朝鮮半島」と言った場合は半島最狭部より北の、豆満江や鴨緑江などによって隔てられる伝統的な中朝国境より南を指すのが一般的であり、大韓民国（韓国）と朝鮮民主主義人民共和国（北朝鮮）を擁する。
済州島を含めた朝鮮地域全体を指して用いられることも多い。このように、自然地形の名称というよりは政治的・文化的・歴史的な文脈において、朝鮮の同義語として使われることが少なくない。

## 呼称
古くから朝鮮半島地域をあらわす名称として「韓国」（三韓など）と「朝鮮」（箕子朝鮮など）という呼び名が存在しており、朝鮮半島と呼ぶか、韓半島と呼ぶかという呼称の問題がある。

## 地理
朝鮮半島はユーラシア大陸の東端に位置し、南北に長く、約1000キロメートルにおよび、古くは「三千里」と数えられ、それが国土領域を表現する愛称となった。
ユーラシア大陸から日本列島の九州に向かうような形をしている。東側を日本海（韓国等では東海と呼称）、西側を黄海、南側の日本とは対馬海峡西水道（朝鮮海峡）にて隔てられている。北端は一般的には北朝鮮と中国の境界、すなわち鴨緑江と豆満江及び白頭山山頂とされる。
韓国の面積は日本の約27%、北朝鮮の面積は日本の約33%、朝鮮半島全体の面積は、日本の約59%、日本の本州の98%、イギリスのグレートブリテン島とほぼ同じ面積である。
人口はおよそ7,600万人。人口密度の高さは世界有数であり、日本を超える。
朝鮮半島は中国大陸と同じく中国地塊に属する安定大陸（安定陸塊）で、先カンブリア時代には原型が出来上がっていたと考えられる。非常に古く安定した大地のため、日本列島に比べて地震が非常に少なく、また済州島を除いて火山も稀である。西側南部と対馬海峡側の海岸線はリアス式海岸になっている。
黄海に面した西側は平野が多く農地に適しており、古くから穀倉地帯として重要である。一方、日本海に面した東側は太白山脈をはじめ多くの山地がそびえており、平地は非常に少ない。半島は西朝鮮湾と東朝鮮湾に挟まれた北緯39度線よりやや北方で最も狭まっており、最狭部より北方は黄海沿岸部を除いて海抜1000メートルを越える狼林山脈等の山地や蓋馬高原が卓越しており、農業には不向きである（特に白頭山付近は2000メートルを上回る）。
朝鮮半島の気候は、南部は温暖で湿潤な亜熱帯で夏は蒸し暑い。北部は湿潤大陸性気候であり、冬の寒さは非常に厳しい。朝鮮半島の中で最寒の地とされるのは、鴨緑江上流の中江鎮である。現在は北朝鮮の実効支配地域であるが、韓国の新聞の天気予報にも当地の最低気温の予想が掲載される。
朝鮮戦争によって生じた軍事境界線を中心とした幅4キロメートルの非武装地帯は地雷原のため、民間人は立ち入ることができない。そのため、渡り鳥などが集まる世界有数の野生生物の生息地となっている。

## 住民
中国の史書によると、3世紀頃には朝鮮半島北部や東北部沿岸には夫余系民族、南部には韓人と倭人が住み、西北部は漢や魏などの郡が置かれて移民の漢人も住んでいた。4世紀頃には高句麗領に夫余族の高句麗人が、百済に百済人（支配層は夫余族、被支配層は韓族）が、新羅・伽耶に韓族の新羅人と伽耶人が居住し、7世紀、新羅により統一されると民族統合が進んだ。その後、ツングース系女真族の金朝の南下とモンゴル帝国の侵攻により、鴨緑江と豆満江一帯は再び民族混住地域となった。
一方、高麗時代にかけて異民族が帰化した数字は23万8000人余りに達する。あるいは契丹が滅亡して契丹人が各地に散る時に、高麗に入って来て暮らした契丹人は100万人に達するという記録もある。帰化した漢族は国際情勢に明るく、文学にたけ、官僚にたくさん進出した。崔茂宣に火薬製造技術を伝えた人物の李元も中国出身帰化人である。帰化した女真族は北方情勢を情報提供したり城を築いたり、軍功をたてて高位官職になった者もいる。李氏朝鮮を建国した李成桂は東北面出身でこの地域の女真族を自身の支持基盤とした。開国功臣だった李之蘭はこの地域出身の女真族指導者として同北方面の女真族と朝鮮の関係を篤実にするのに重要な役割を担当した。李氏朝鮮時代、同北方面の領域で領土拡張が可能だったことは女真族包容政策に力づけられたことが大きい。その後、李氏朝鮮の初期の頃までに豆満江一帯のツングース系女真族は朝鮮に同化されたと見られ、これにより朝鮮半島のほぼ全域が朝鮮民族の居住地となった。
1910年の韓国併合により、日本本国（内地）から日本人が外地の朝鮮半島に移住し、都市部を中心に居住していた。日本による朝鮮半島の統治は1945年まで続いた。この時期における日本人の朝鮮半島全人口に占める割合は3%ほどであった。
朴喆煕（朝: 박철희、英: Park Cheol-hee、京仁教育大学）は、韓国の歴史教科書が過度に民族主義的に叙述され、帰化人の存在と文化的影響はほとんど触れられていないと批判している。また、小学校6年生の社会教科書にある「一つに団結した同胞」の部分「私たちの同胞は最初の国・古朝鮮を建てて、高句麗、百済、新羅に続いて統一新羅へと発展して来た」との記述に、朴喆煕は「教科書では、『古朝鮮が立てられる前の私たちの先祖の生活がどのようだったのか調べてみよう』と記し、旧石器、新石器、青銅器時代を説明し、まるで旧石器時代から古朝鮮に至るまで同じ血統の民族がこの地域に暮して来たかのように記述されている」と批判している。
李鮮馥（朝: 이선복、英: Yi Seon-bok、ソウル大学）は、「『5000年単一民族』が科学的・歴史的な事実ではないと言うと、激昂する人々が周囲には多い。しかし各種資料が明示するように、われわれの姓氏の中には歴史時代を通して中国や日本・ベトナムをはじめ遠近各国から帰化した人々を祖先とする事例がひとつやふたつではない。もしわれわれが『5000年単一民族』を額面どおりに信じるのならば、姓氏の祖先がもともと韓半島にいなかったことが明らかな数多くの現代韓国人たちを、今後は韓国人とみなしてはならないだろう」「われわれはよく、われわれ自身を檀君の子孫と称し、5000年の悠久な歴史をもつ単一民族であると称している。この言葉を額面どおり受け入れれば、韓民族は5000年前にひとつの民族集団としてその実体が完成され、そのとき完成された実体が変化することなく、そのまま現在まで続いたという意味になろう。しかしこの言葉は、われわれの歴史意識と民族意識の鼓吹に必要な教育的手段にはなるであろうが、客観的証拠に立脚した科学的で歴史的な事実にはなりえない」と述べている。
韓洪九は、中国人の箕子・衛満、渤海遺民の集団移住、契丹（契丹の高麗侵攻）、モンゴル（モンゴルの高麗侵攻）、日本（文禄・慶長の役）、満州（丁卯胡乱）からの侵入など歴史上大量に外国人が流入した事例は数多くあり、朝鮮の氏族の族譜では、祖先が外国から渡来した帰化氏族が多数あり（金光林によると、朝鮮氏族の半分は外国人起源であり、特に大半は中国人に起源に持つ）、朝鮮が単一民族というのは「神話」に過ぎないと指摘している。一方、中国起源の祖先を持つ韓国の氏族もいましたが、中国文化への憧れや模倣のため、他の多くの氏族は歴史的根拠なしに著名な中国人と祖先を結びつけている。 三国時代や統一新羅の中国移住民は、歴史的記録に裏付けられず、ほとんど高麗人によって作られ、朝鮮王朝にも歴史的根拠なしに氏族と中国起源の始祖を結ぶ現象が続いている。
浜田耕策は、「留意すべきことは、朝鮮半島がただ半島の語によって説明されるが如くに、政治的にも、社会的にも一元的なかつ単層の社会ではなかった点である。少なくとも、司馬遷の『史記』巻115・朝鮮伝に見られるが、古朝鮮の社会には中国東北部の燕をはじめとする勢力に押された人々が流入しており、そこに二元的な社会と文化が生じていたことである。即ち、『史記』朝鮮列伝からは、古朝鮮の地では土着民に加えて、中国東北部からの移住者がひとつの社会を築き、また、その周辺に『真番』『朝鮮』の政治社会が存在したことが確認されるのである。この朝鮮半島の西北部に多様な政治社会が存在したことは、『史記』以後の歴史書にも見られる。例えば、『魏略』の逸文を編修した張鵬一の『魏略輯本』巻21・朝鮮にも『中国亡命』集団が『朝鮮』のなかに一定の勢力を占めていたことが読みとれる。また、3世末の陳寿が撰した『三国志』巻30・魏書・東夷伝・東沃沮にも『漢初，燕亡人衛満王朝鮮，時沃沮皆屬焉』とあり、同じく、『箕子朝鮮』と『衞満朝鮮』には『燕斉趙の民』が流入した社会があり、この朝鮮を沃沮、濊、高句麗、辰韓が取り巻いた多様な政治世界が存したことが理解されるのである」と指摘している。

## 朝鮮半島の古地図

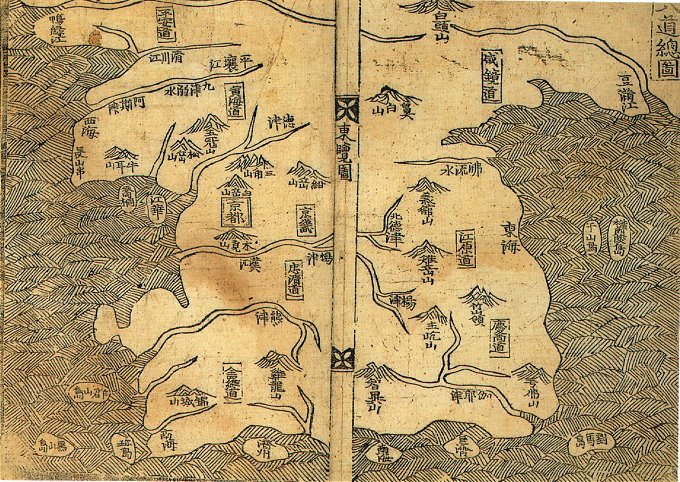
李荇・尹殷輔・申公済『八道総図』（1530年）。『新増東国輿地勝覧』収載
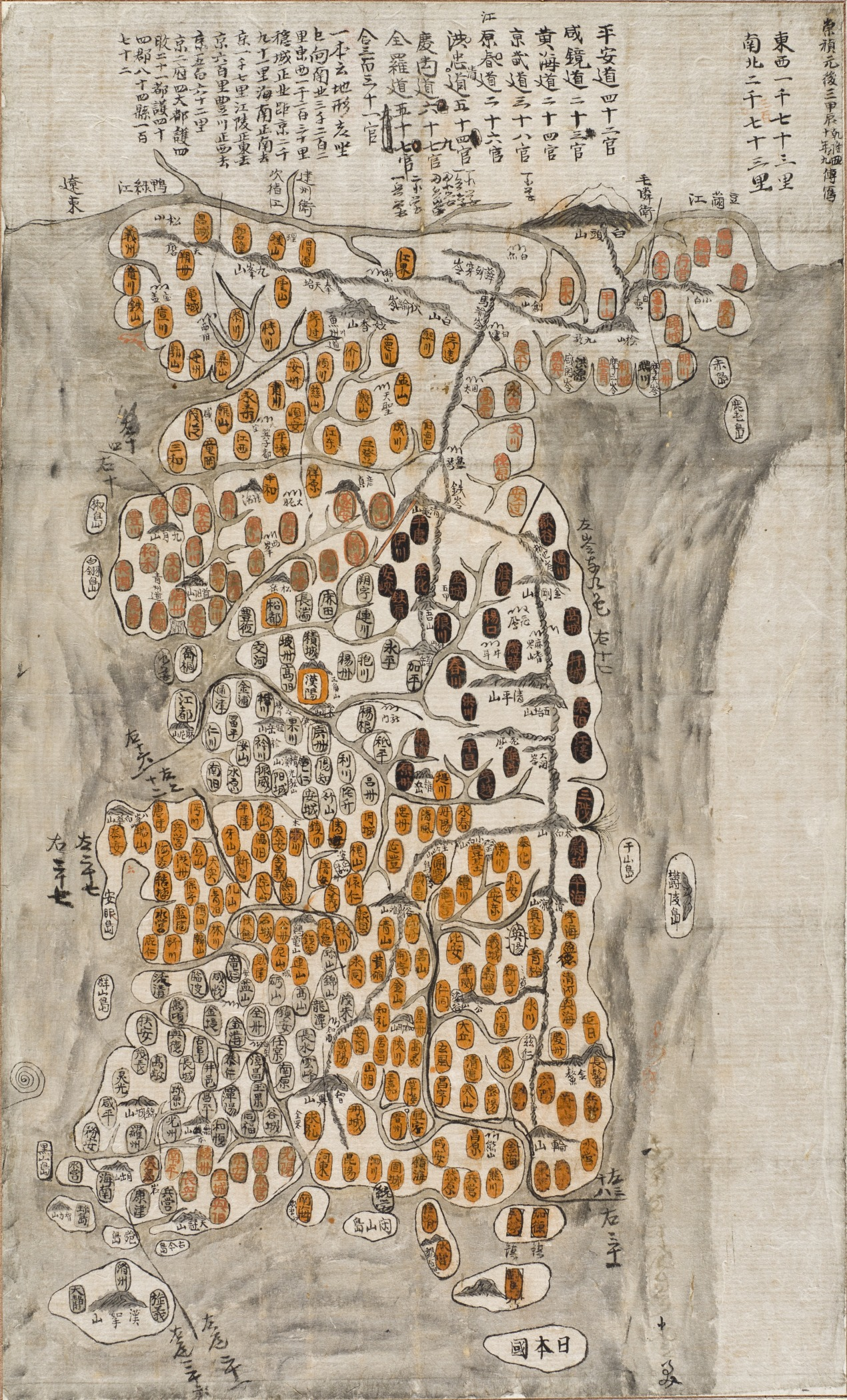
1628年
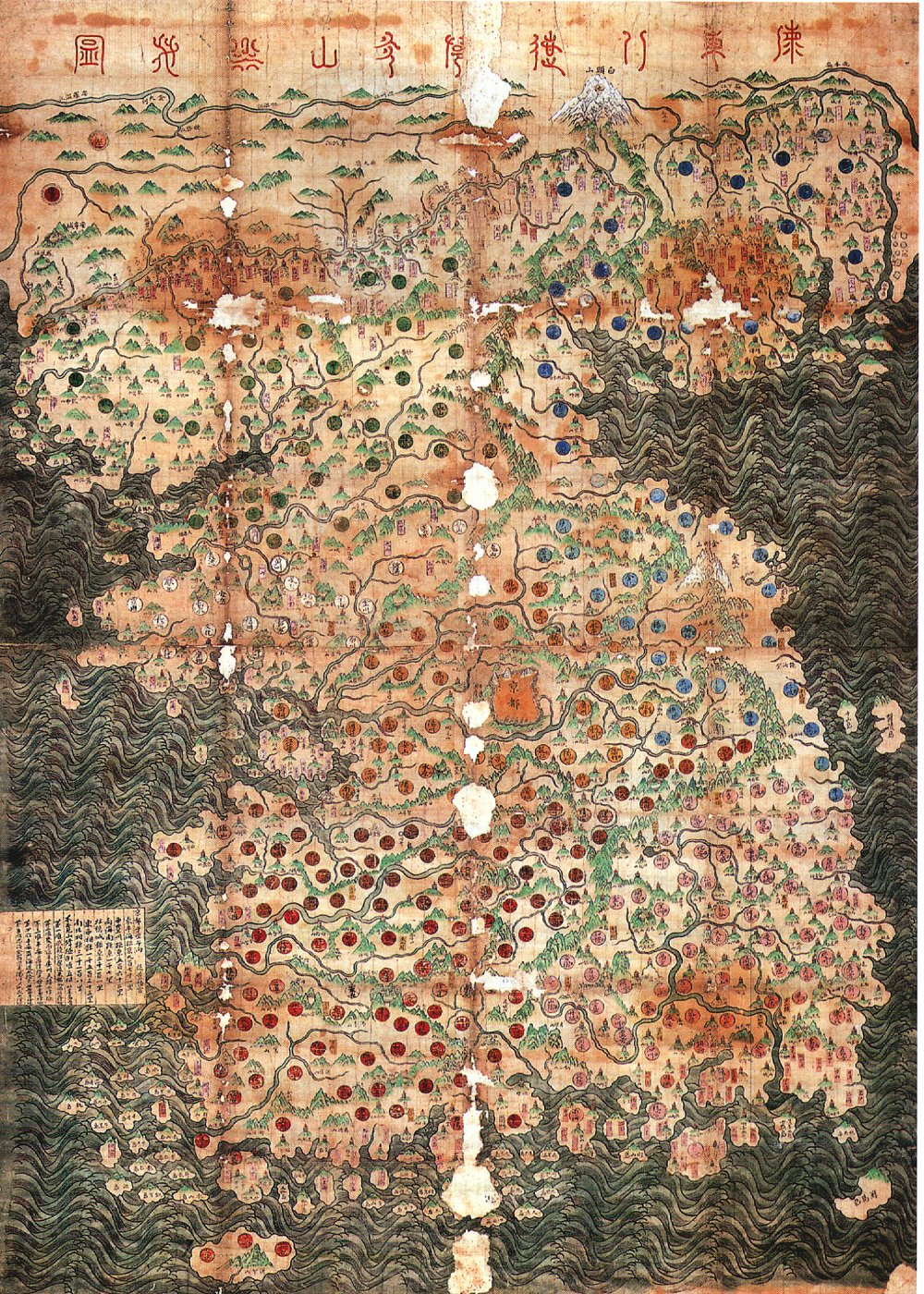
17世紀
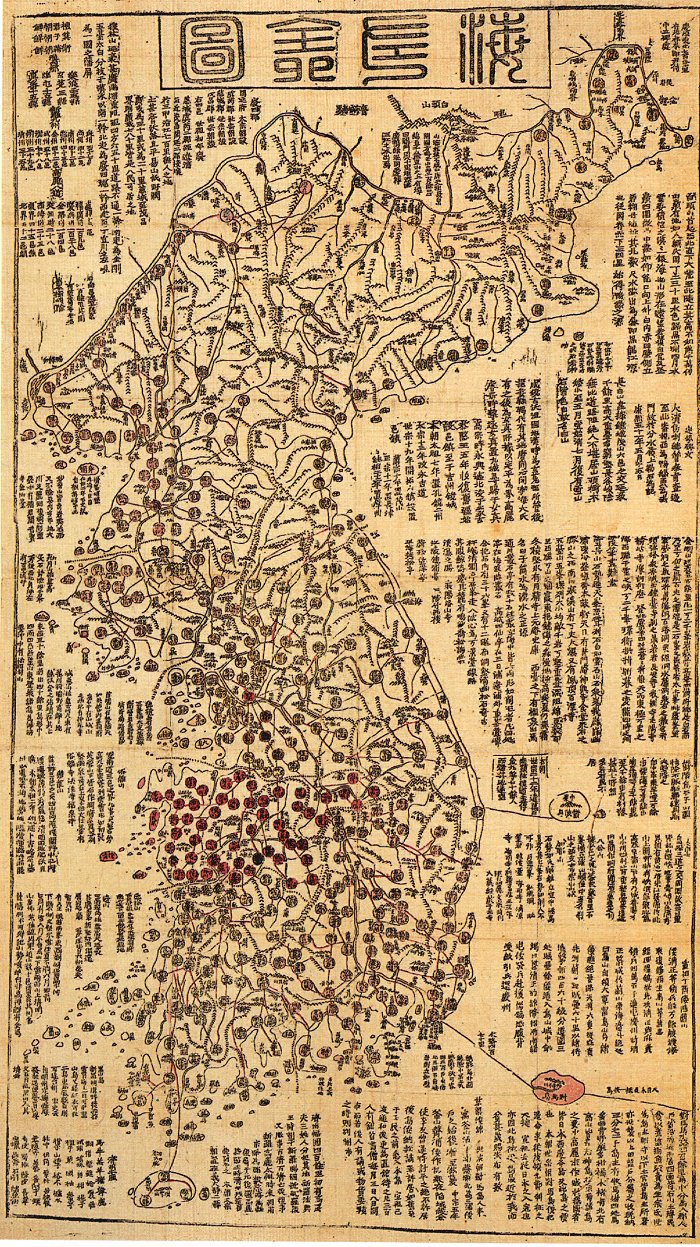
1850年
金正浩『大東輿地図』（1861年）。
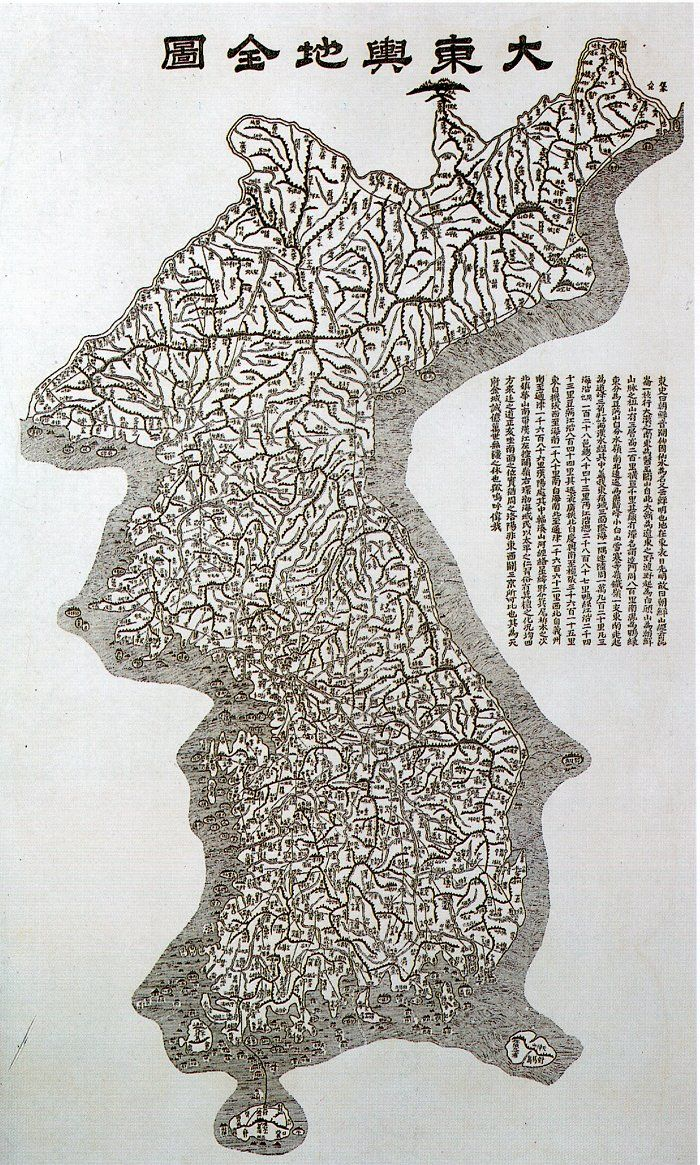
金正浩『大東輿地全図』（1861年）。『大東輿地図』の縮小版。対馬を描いているが、竹島は描かれていない。
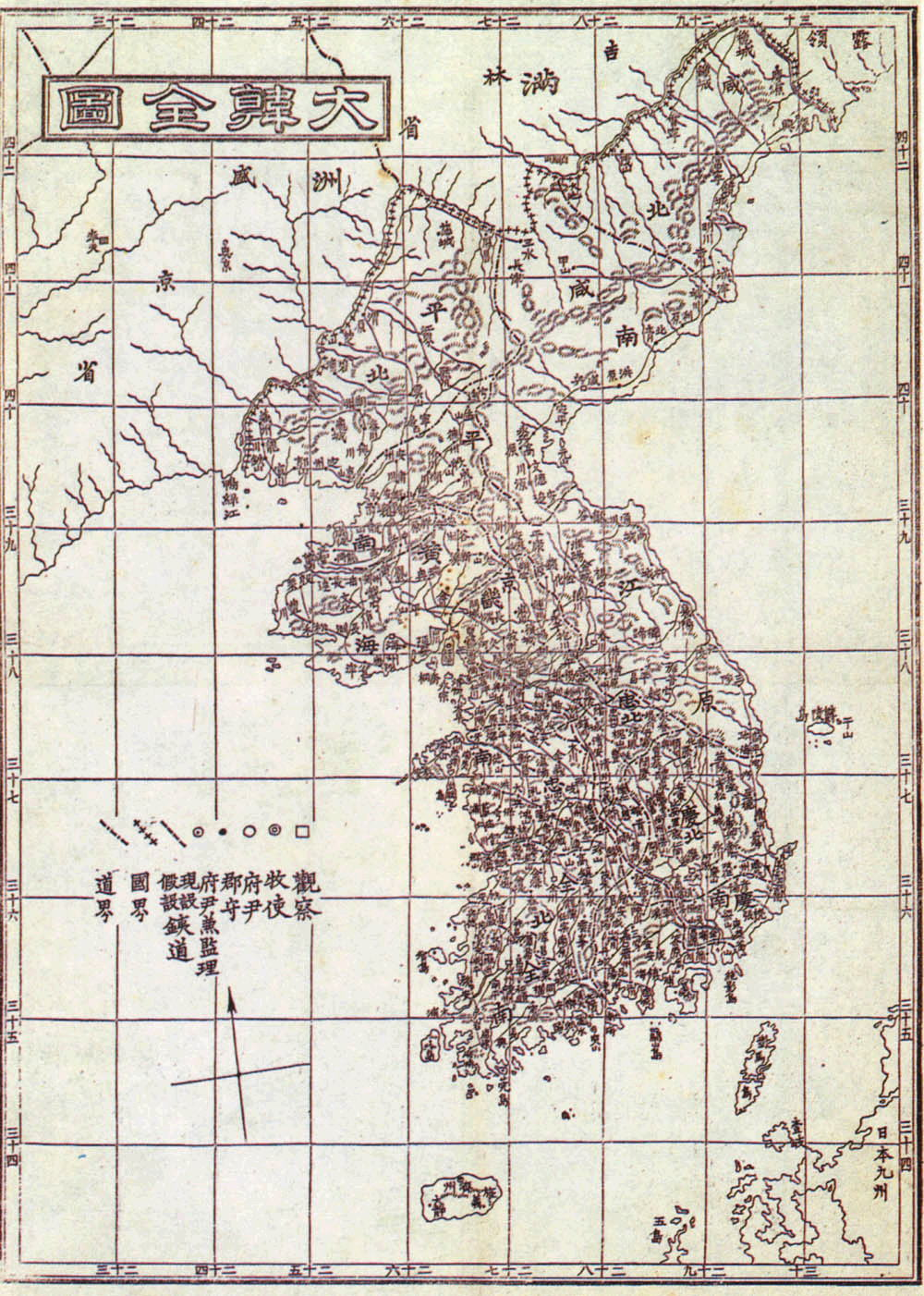
玄采『大韓全図』（1899年）。大韓帝国時代に教科書として使用された『大韓地誌』の附図